# Alonso de Céspedes

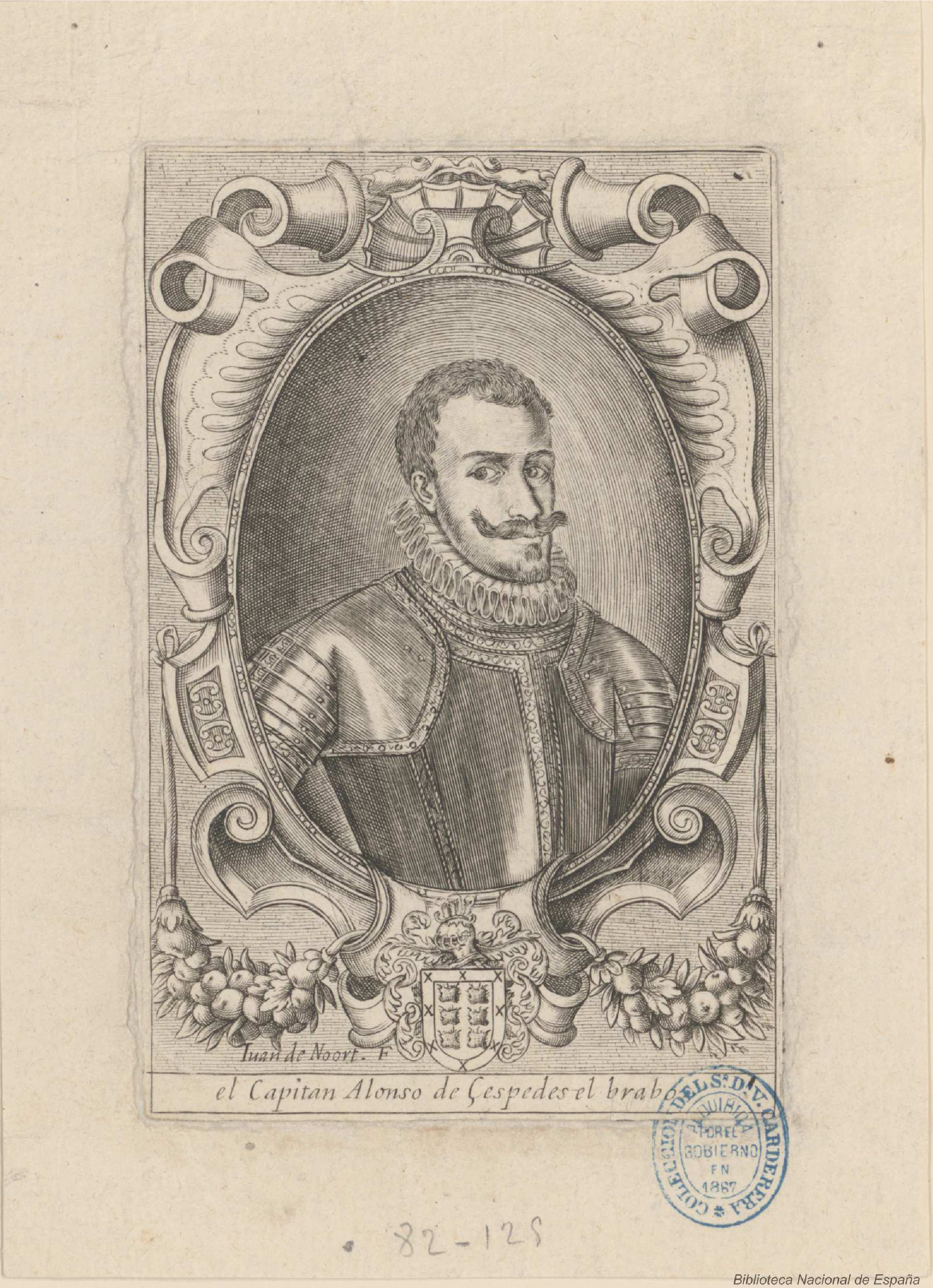
Juan de Noort, Retrato de Alonso de Céspedes, ilustración de Compendio de las más señaladas hazañas que obró el capitán Alonso de Céspedes, Alcides Castellano de Rodrigo Méndez Silva. Madrid, 1647. Biblioteca Nacional de España.

Alonso de Céspedes (Horcajo de Santiago, 1518-Albuñuelas, 1569), llamado el Bravo y el Alcides castellano, fue un militar español celebrado por su fortaleza. Lope de Vega le dedicó una comedia, El valiente Céspedes, y su biografía, escrita por Rodrigo Méndez Silva y publicada en 1647 salió acompañada de una corona poética en la que participaron con sus epigramas y sonetos, entre muchos otros, José Pellicer, Francisco López de Zárate, Antonio López de Vega, Manuel de Faria y Sousa, Antonio Sigler de Huerta, Agustín Moreto y María Nieto de Aragón. De él escribió Luis Zapata en su Miscelánea:

Pienso que Céspedes fue el que tuvo en nuestros tiempos mayor fuerça, bien que Diego García de Paredes tuvo mucha, y Don Hernando de Paredes, su nieto, infinita.
Y entre otras grandes pruebas que hizo Céspedes, dicen meneaba doce hombres con una mano, puestos contra él al cabo de un gran madero; y preguntóle un pasagero una vez por el camino, y alçó un timón de una carreta y «por allí va», dijo, señalando con él. [De]tenía también una rueda de una aceña para que no moliese, echándole cuanta haz en el caz podía caber.
Y acaesçió en Granada, asido por las manos de una reja, levantar un caballo en que iba a la gineta; al cual mataron unos morillos en la rebelión del reino de Granada.

Según Marcelino Menéndez Pelayo, estas demostraciones de fuerza, con otras muchas anécdotas referidas por Méndez Silva años más tarde, proceden de la tradición oral o fueron recogidas en relaciones de noticias anteriores a la comedia de Lope de Vega y de las que este pudo tomarlas, en las que hazañas auténticas protagonizadas por el manchego en los campos de batalla de Italia y de Francia o haciendo frente a la rebelión de los moriscos en las Alpujarras, donde perdió la vida, se mezclan con relatos fantásticos en los que llegaba a luchar con muertos.
Hijo de una familia noble con mayorazgo establecido en Ciudad Real, del que él fue tercer propietario, fue hijo de Gabriel de Céspedes y de María Flores de Quirós, según Méndez de Silva de una familia nobilísima de las Asturias de Oviedo. Del matrimonio nacieron también Juan de Céspedes, militar como su hermano, María de Céspedes y «la celebrada en fuerzas Doña Catalina de Céspedes», pues no le iba a la zaga al hermano. Según Méndez Silva Alonso de Céspedes nació no en Ciudad Real sino en Horcajo, villa de la Encomienda de Santiago en la Mancha, el año de la creación del mundo 5479, del diluvio, 3823, de la venida de Tubal a poblar España, 3681, de la Era de César, 1556 y del nacimiento de Cristo, 1518. Habiendo optado por el camino de la milicia se incorporó a las tropas del III duque de Alba y estuvo presente en la batalla de Mühlberg el 24 de abril de 1547. Fue él, de hecho, según Méndez Silva, quien con otros nueve soldados, cruzando de noche las aguas heladas del río Elba, desnudos y sujetando en la boca las espadas para formar un puente con las barcas que los enemigos tenían en la orilla opuesta, posibilitó el cruce del río por las tropas imperiales, dándoles la victoria.
De vuelta en España protagonizó algunas de esas demostraciones de fuerza que le hicieron célebre, incluyendo otra de la que salió menos airoso, apaleado por su hermana Catalina. Cuenta Méndez Silva que una noche volviendo a su casa, al pasar por los portales oscuros del Alcaná de Ciudad Real, le salió un bulto grande con el que riñó y ambos comenzaron a darse golpes tan fieros que en poco tiempo se le hizo astillas la rodela y quebró la espada, siguiendo luego la lucha a brazo partido. Llegó por fin a casa, sin heridas pero molido, convencido de que se había enfrentado con algún espíritu diabólico, pues no podía imaginar que ningún hombre se hubiese atrevido a hacerle frente, hasta que pasados algunos días Catalina le confesó divertida que había sido ella la que le había plantado cara, «con lo qual se sosegó, sabiendo, que solo su braço le podía hacer competencia». En la comedia de Lope de Vega es María la que tiene fama de bizarra en Castilla y Andalucía. Enfrentándose a los alguaciles que trataban de prender a su hermano, da muerte a uno de ellos y marcha con Alonso a Alemania. Ese trato dado por Lope a las mujeres de la familia disgusto al parecer a sus descendientes, según confesó Lope al duque de Sessa, por lo que habría colocado al frente de la comedia una nota «al lector» advirtiendo que los amores de Céspedes se podían entender como fábula, introducida solo por adornar la comedia, «y las hazañas de Céspedes como verdadera historia», añadiendo el elogio de María de Céspedes, «tan insigne por su virtud como por su sangre y valentía, y celebrada entre las mujeres ilustres de aquel tiempo, sin reconocer ventaja a las más valerosas del pasado, e igual a Camila, Zenobia, Lesbia e Isicratea».
El capitán Céspedes contrajo matrimonio con María Chirino de Artieda, natural de Uceda (Guadalajara), con quien tuvo tres hijos.
Con cargo de cabo y gobernador del presidio de Tablate, murió el 25 de julio de 1569 combatiendo al frente de una compañía de doscientos arcabuceros a los rebeldes moriscos en Albuñuelas, alcanzado por un disparo de arcabuz. Saliendo de Tablate para encontrarse con Antonio de Luna, al llegar a lo alto de la sierra entre Restábal y las Albuñuelas, cuenta el cronista Luis de Mármol Carvajal, se encontró con un grupo de rebeldes y, desviándose del camino que llevaba, cargó contra ellos; en ese momento, «los tiradores comenzaron a trabar escaramuza y a la primera rociada le dieron un escopetazo por los pechos, que le pasó un peto fuerte que llevaba, y le derribó muerto en tierra [...] No pudo don Antonio de Luna socorrerlos, hallándose de la otra parte de un gran barranco [...] Algunos dixeron que don Antonio de Luna no avía querido socorrer al capitán Céspedes, mas no se debe presumir semejante crueldad en caballero Christiano, ni aunque le socorriera llegara a tiempo de poderle salvar la vida, porque le mataron luego como començó la escaramuza, antes se entendió aver sido causa de su muerte su demasiado ánimo, y quererse meter donde estavan los moros de todo el valle por ventura con deseo de hacer algún efecto importante».